# Пак Сон Чхоль (легкоатлет)
Пак Сон Чхоль — северокорейский легкоатлет, который специализируется в марафоне. Выступал на олимпийских играх 2008 года, где занял 40-е место — 2:21.16. Финишировал на 49-м месте на чемпионате мира 2009 года. Серебряный призёр Восточноазиатских игр 2009 года в полумарафоне с результате 1:06.05. На Азиатских играх 2010 года занял 6-е место. 
На Олимпиаде 2012 года занял 52-е место — 2:20.20.
Был знаменосцем сборной КНДР на церемонии открытия олимпийских игр 2012 года в Лондоне.

## Достижения
- 2007:  Пхеньянский марафон — 2:12.41
- 2008:  Пхеньянский марафон — 2:14.22
- 2010:  Пхеньянский марафон — 2:14.09
- 2014:  Пхеньянский марафон — 2:12.26